# Valle de Losa
Valle de Losa község Spanyolországban, Burgos tartományban. Valle de Losa Junta de Traslaloma, Valle de Mena, Ayala/Aiara, Orduña, Junta de Villalba de Losa, Valdegovía/Gaubea, Valle de Tobalina, Merindad de Cuesta Urria és Medina de Pomar községekkel határos. Lakosainak száma 496 fő (2024).

## Népesség
A település népessége az utóbbi években az alábbiak szerint változott:
| Lakosok száma | 665  | 621  | 610  | 622  | 582  | 541  | 519  | 490  | 488  | 496  |
|               | 2001 | 2004 | 2006 | 2009 | 2011 | 2014 | 2016 | 2019 | 2021 | 2024 |